# Battista Monti
Battista Monti (Ponticelli, Província de Bolonya, 18 de febrer de 1944) és un ciclista italià, ja retirat, que fou professional entre 1966 i 1968. Com amateur va guanyar una medalla de bronze al Campionat del món en ruta de 1965 per darrere del francès Jacques Botherel i el basc José Manuel Lasa. Com a professional no se li coneixen victòries.

## Palmarès
- 1965
  - 1r al Trofeu Piva
  - 1r al Gran Premi de la Indústria del Cuir i de la Pell
  - 1r al Gran Premi Ciutat de Camaiore
  - Vencedor d'una etapa del Tour de l'Avenir